# Юридичний факультет Західноукраїнського національного університету
Юридичний факультет -  структурний підрозділ Західноукраїнського національного університету, створений у 1997 році.
На сьогодні, юридичний факультет є одним із найчисельніших факультетів ЗУНУ та здійснює підготовку фахівців за такими освітніми програмами:
-   Право
-   Міжнародне право
-   Правоохоронна діяльність
-   Економічна безпека та фінансові розслідування
-   Управління фінансово-економічною безпекою

## Історія
Історія факультету розпочинається із 1997 року - саме тоді відбувся перший набір студентів на юридичний факультет ТАНГу для підготовки молодших спеціалістів-юристів. Факультет розпочав свою роботу з двох кафедр - історії та теорії держави і права (завідувач кафедри - доцент Є.В.Паньків) та міжнародного і господарського права (завідувач кафедри - доцент Я.М.Пігач). Першим деканом юридичного факультету став доцент, кандидат юридичних наук Ярослав Михайлович Пігач.
25 лютого 1998 році Вчена рада ТАНГ ухвалила рішення про утворення окремого юридичного інституту. У травні 1998 року директором інституту став заслужений юрист України, кандидат юридичних наук, доцент 3іновій Степанович Гладун.
Протягом 1998/99 н. р. в інституті працювали кафедри історії держави і права (завідувач — доцент Є. В. Паньків), теорії держави і права (завідувач — доцент М. В. Кравчук), конституційного та адміністративного права (завідувач — заслужений юрист України, доцент 3.С. Гладун), цивільного і трудового права (завідувач — доцент М. В. Іванчук), кримінального права (завідувач — професор В. К. Грищук), правосуддя і прокурорського нагляду (завідувач — професор П. В. Шумський), міжнародного і господарського права (завідувач — доцент Я. М. Пігач).
28 січня 2004 року в. о. директора інституту призначено кандидата юридичних наук, доцента Стефанію Стефанівну Осадчук.
З січня 2006 року по квітень 2007 року факультет очолював кандидат юридичних наук, доцент Ярослав Михайлович Пігач.
З квітня 2007 року по квітень 2015 року деканом факультету був кандидат юридичних наук, доцент Володимир Іванович Возьний.
З квітня 2015 року факультет очолює кандидат юридичних наук Сергій Володимирович Банах.

## Сучасність
Факультет забезпечує якісну підготовку фахівців за такими спеціальностями:
- 081 «Право» (бакалавр, магістр);
- 293 «Міжнародне право» (бакалавр, магістр);
- 262 «Правоохоронна діяльність» (бакалавр, магістр);
- «Економічна безпека та фінансові розслідування» (бакалавр, магістр);
- 073«Управління фінансово-економічною безпекою» (магістр).

Юридичний факультет динамічно розвивається і своєчасно реагує на потреби ринку праці. Станом на вересень 2020 року на факультеті навчається 926 студентів денної форми навчання та 450 студентів-заочників.
При факультеті функціонує юридична клініка, у якій студенти підвищують свій професійний рівень, здобувають практичні навички роботи юриста, надаючи безкоштовні юридичні консультації громадянам.

## Наукова діяльність
На факультеті функціонує аспірантура за галуззю знань 08 «Право» (спеціальність 081 «Право»). Наукове керівництво аспірантами здійснюють провідні фахівці ЮФ (доктори та кандидати юридичних наук). Спеціалізована вчена рада К 58.082.04 Тернопільського національного економічного університету створена за наказом МОН № 820 від 7 жовтня 2016 року. 
Колектив факультету займається активною, зорієнтованою на потреби практики, науковою діяльністю.Професорсько-викладацький колектив факультету здійснює дослідницьку роботу за усіма галузевими напрямами юриспруденції, результати якої публікують у збірнику наукових праць «Актуальні проблеми правознавства». (фахове видання категорії Б, яке індексується в міжнародних наукометричних базах даних).
Щорічно професорсько-викладацький колектив факультету організовує міжнародні наукові заходи (форуми, конференції, наукові семінари, круглі столи тощо), серед яких традиційні: Міжнародна науково-практична конференція «Україна в умовах реформування правової системи: сучасні реалії та міжнародний досвід» та Міжнародна студентська наукова конференція «Правова система України в умовах європейської інтеграції: погляд студентської молоді».

## Співпраця факультету
Юридичний факультет активно співпрацює з такими установами й організаціями: 
Тернопільський апеляційний суд
Тернопільський міськрайонний суд
Південно-Західне міжрегіональне управління Міністерства юстиції
Регіональний центр з надання безоплатної вторинної правової допомоги у Тернопільській області
Державна міграційна служба у Тернопільській області
Почесне Консульство Угорщини у м. Тернопіль
Управління міжнародного співробітництва та фандрайзингу Тернопільської обласної державної адміністрації
Головне управління національної поліції у Тернопільській області
Управління поліції охорони в Тернопільській області
Тернопільський науково-дослідний експертно-криміналістичний центр МВС України
Управління патрульної поліції в Тернопільській області
Управління стратегічних розслідувань в Тернопільській області
Приватне детективне агентство «Холмс»

## Міжнародне співробітництво факультету
Факультет реалізує міжнародну співпрацю із зарубіжними партнерами:
Люблінський католицький університет ім. Івана Павла II (м. Люблін, Польща)
Католицький університет у Ружомберку  (м. Ружомберок, Словаччина)
Академія місцевого самоврядування у м. Варшава (м. Варшава, Польща)
Оснабрюцький університет (м. Оснабрюк, Німеччина)
Ягеллонський університет (м. Краків, Польща)
Батумський державний університет імені Шота Руставеллі (м. Батумі, Грузія)
Вармінсько-Мазурський університет (м. Ольштин, Польща)
Куявсько-Поморська Вища Школа (м. Бидгощ, Польща)
Вища школа менеджменту охорони праці в Катовіцах (Польща)
ДКЛекс Академія М. (Естонія).

## Адміністрація факультету
- Банах Сергій Володимирович — декан факультету, доцент, кандидат юридичних наук, доцент кафедри кримінального права та процесу.
- Слома Валентина Миколаївна — заступник декана, доцент, кандидат юридичних наук, доцент кафедри цивільного права і процесу.
- Мазепа Світлана Олегівна — заступник декана, доцент, кандидат юридичних наук, доцент кафедри кримінального права та процесу і правоохоронної діяльності.

## Вчена рада факультету
Склад вченої ради юридичного факультету ЗУНУ на 2020/2021 н.р. 
1. Сергій Володимирович БАНАХ — голова вченої ради ЮФ ЗУНУ, декан юридичного факультету, к.ю.н. доцент кафедри кримінального права та процесу і правоохоронної діяльності.
2. Валентина Миколаївна СЛОМА  — заступник декана, к.ю.н., доц., доцент кафедри цивільного права і процесу.
3. Світлана Олегівна МАЗЕПА — заступник декана, к.ю.н., доцент кафедри кримінального права та процесу і правоохоронної діяльності.
4. Андрій Васильович ГРУБІНКО — заступник голови вченої ради ЮФ ЗУНУ, д. іст. н., проф., професор кафедри теорії та історії держави і права.
5. Оксана Іванівна ВІВЧАР  — д.е.н., проф., професор кафедри кримінального права та процесу і правоохоронної діяльності, секретар вченої ради ЮФ ЗУНУ.
6. Оксана Богданівна БРАТАСЮК  —  к.ю.н., доц., завідувач кафедри конституційного, адміністративного та фінансового права.
7. Микола Володимирович КРАВЧУК — к.ю.н., доц., завідувач кафедри теорії та історії держави і права.
8. Тетяна Вікторівна ДРАКОХРУСТ  — к.н. з держ. управління, доц., завідувач кафедри міжнародного права та міграційної політики.
9. Ірина Степанівна ЛУКАСЕВИЧ-КРУТНИК — д.ю.н., доц., завідувач кафедри цивільного права і процесу.
10. Ніна Зіновіївна РОГАТИНСЬКА — д.ю.н., доц., в.о. завідувача кафедри кримінального права та процесу і правоохоронної діяльності.
11. Мар'яна Юріївна КРАВЧУК  — д.ю.н., доц., доцент кафедри кримінального права та процесу і правоохоронної діяльності.
12. Надія Богданівна МОСКАЛЮК — к.ю.н., доц., доцент кафедри кримінального права та процесу і правоохоронної діяльності.
13. Наталя Олегівна ЧУДИК — к.ю.н., доц., доцент кафедри конституційного, адміністративного та фінансового права.
14. Оксана Романівна ШЕВЧУК  — к.ю.н., доц., доцент кафедри конституційного, адміністративного та фінансового права.
15. Петро Володимирович ДЕКАЙЛО  — ст. викладач кафедри кримінального права та процесу і правоохоронної діяльності.
16. Ірина Ігорівна ЮРКЕВИЧ — ст. викладач кримінального права та процесу і правоохоронної діяльності.
17. Віра Миколаївна КАЛУШКА  — голова профбюро юридичного факультету ЗУНУ, спеціаліст юридичного факультету.
18. Вероніка Андріївна БЕЙГЕР  — аспірантка кафедри конституційного, адміністративного та фінансового права.
19. Мар'яна Петрівна БОДНАР — голова профспілкового бюро студентів юридичного факультету ЗУНУ, студентка 5 курсу юридичного факультету ЗУНУ.
20. Діана Володимирівна ДМИТРІВ  — студентський декан, студентка 4 курсу юридичного факультету ЗУНУ.
21. Ілля Олегович ОНИЩУК  — студент 2 курсу юридичного факультету ЗУНУ.

## Підрозділи

### Кафедра конституційного, адміністративного та фінансового права[3]
Основним завданням кафедри є забезпечення якісної підготовки фахівців з конституційного, адміністративного, фінансового та господарського права на основі посилення уваги до фундаментальної і спеціальної підготовки для майбутньої діяльності в науковій і практичній сферах.
Головними напрямками роботи кафедри є: навчально-методична робота, науково-дослідна робота, організаційно-методична робота, робота з виховання студентів, громадська робота.

### Кафедра кримінального права та процесу і правоохоронної діяльності[4]
Кафедра співпрацює із Державним науково-дослідним експертно-криміналістичним центром при УМВСУ в Тернопільській області, Тернопільським відділенням Київського науково-дослідного інституту судових експертиз, Радою адвокатів в Тернопільській області, Тернопільським обласним відділенням Малої академії наук України, Департаментом освіти і науки Тернопільської обласної державної адміністрації, Управлінням освіти і науки Тернопільської міської ради, Асоціацією правників України, Міжнародним фестивалем документального кіно про права людини «Docudays UA», Міжнародною культурно-освітньою Асоціацією (ICEA), ГО «Інтелектуальний штаб громадянського суспільства», ГО ТМГО «Адаптаційний чоловічий центр», МГО «Файне місто» тощо.

### Кафедра міжнародного права та міграційної політики[5]
Необхідність створення кафедри передусім пов'язана із стратегічним курсом України на інтеграцію в Європейський Союз та основними напрямками здійснення її зовнішньої політики.
У 2017 році кафедра перейменована на міжнародного права, міжнародних відносин та дипломатії.
В 2019 р. назва кафедри змінена на кафедру міжнародного права та міграційної політики. Окрім класичного міжнародного права, знання основ права Європейського Союзу, практики Європейського суду з прав людини, інших міжнародних судових установ просто необхідні юристу в сучасному світі.
Кафедра забезпечує викладання дисциплін міжнародно-правового циклу як на юридичному, так і на інших факультетах університету.
Кафедра орієнтована на підготовку фахівців, що вільно орієнтуються у актуальних питаннях сучасного міжнародного правового простору.
Кафедра забезпечує викладання понад 10 дисциплін, серед яких: «Міжнародне право», «Міжнародне приватне право», «Міжнародне економічне право», «Міжнародний захист прав людини», «Порівняльне правознавство», «Право Європейського союзу», «Міжнародне міграційне право» та інші.
Головна мета кафедри міжнародного права та європейської інтеграції — дати глибокі знання студентам із дисциплін, які вона забезпечує, що в майбутньому гарантує суспільству кваліфікованого фахівця, який любить свою роботу.

### Кафедра теорії та історії держави і права[6]
Одночасно з відкриттям в Тернопільській Академії Народного Господарства Юридичного інституту, який був заснований рішенням Вченої Ради Академії від 25 лютого 1998 року (протокол № 5) та згідно з наказом ректора Академії № 71 від 19 березня 1998 року, була створена кафедра історії та теорії держави і права. 30 листопада цього ж року, відповідно до наказу № 346, вона була реорганізована шляхом поділу на дві кафедри: історії держави і права та теорії держави і права.
Кафедра теорії та історії держави і права є основним, базовим підрозділом з навчально-методичної роботи. Всі дисципліни, що закріплені за кафедрою, забезпечені навчально-методичними матеріалами. У контексті цієї роботи колективом кафедри видано понад 50 навчально-методичних розробок, у тому числі в електронному варіанті, що особливо актуально в умовах переходу до Болонського процесу.

### Кафедра цивільного права і процесу[7]
З метою вивчення галузей права, які регулюють та охороняють гарантовані Конституцією України майнові та особисті немайнові права фізичних і юридичних осіб, 5 травня 1998 року в Юридичному інституті Тернопільської академії народного господарства було створено кафедру цивільного і трудового права. З 1 січня 2006 року у зв'язку з реорганізацією юридичного факультету кафедру цивільного і трудового права було перейменовано на кафедру цивільного права і процесу.
Кафедра є випусковою за освітньо-кваліфікаційним рівнем спеціаліст (цивільно-правова спеціалізація).
Основні напрямки роботи кафедри:
- навчально-методична робота;
- науково-дослідна робота;
- організаційно-методична робота;
- робота з виховання студентів;
- громадська робота.

Головна мета освітньої діяльності кафедри полягає у підготовці висококваліфікованих фахівців-правознавців.

### Юридична клініка[8]
Мета юридичної клініки зорієнтована не лише на навчальну компоненту, але й правоосвітницьку діяльність, безпосереднє надання студентами університету безоплатної правової допомоги малозабезпеченим верствам населення під керівництвом викладачів-кураторів та практикуючих юристів, а також виховання нового покоління юристів, пов'язане з набуттям студентами досвіду практичної діяльності з захисту прав, свобод та інтересів людини, формуванням у них усвідомлення важливої ролі правника в суспільстві, розумінням соціальних проблем та бажанням забезпечити незахищеним громадянам доступ до безоплатної правової допомоги та правосуддя.
Студенти клініки є активними учасниками різноманітних науково-практичних заходів, турнірів, семінарів, круглих столів, з'їздів тощо.
Юридична клініка Тернопільського національного економічного університету співпрацює з Асоціацією юридичних клінік України, органами місцевого самоврядування Тернопільської області, органами соціального захисту населення, а також з органами адвокатури, правоохоронними органами та органами Управління Юстиції України.
Між Тернопільським національним економічним університетом та Тернопільським державним медичним університетом ім. І. Я. Гобачевського укладено угоду про співпрацю щодо створення та функціонування медико-юридичної клініки, яка здійснює свою діяльність на базі юридичного факультету.

## Відомі випускники
- Кошулинський Руслан Володимирович — Заступник Голови Верховної Ради України (2012—2014 рр.);
- Деревляний Василь Тимофійович — Народний депутат України 5-7 — го скликань;
- Бойко Володимир Богданович — Народний депутат України 7 — го скликання;
- Пастух Тарас Тимофійович — Народний депутат України 8 — го скликання;
- Юрик Тарас Зіновійович — Народний депутат України 8 — го скликання;
- Палійчук Микола Васильович — міський голова м. Яремче Івано-Франківської області (2002—2007 рр.), голова Івано-Франківської обласної державної адміністрації (з жовтня 2007 по березень 2010 р.), кандидат економічних наук, доцент кафедри державного управління Івано-Франківського національного технічного університету нафти і газу;
- Грищук Максим Олександрович — перший заступник керівника Спеціалізованої антикорупційної прокуратури;
- Вихрист Олександр Леонідович — завідувач оперативно-аналітичного сектору оперативного управління податкової міліції Головного управління Міндоходів у Кіровоградській області, майор податкової міліції;
- Боярський Вадим Андрійович — директор департаменту соціального захисту населення Тернопільської обласної державної адміністрації;
- Коваленко Олена Володимирівна — регіональний координатор взаємодії з громадськістю Уповноваженого Верховної Ради України з прав людини в Житомирський області;
- Побер Лідія Василівна — головний спеціаліст Зборівського районного центру управління державної міграційної служби в Тернопільській області;
- Турчин-Кукаріна Ірина Вікторівна — кандидат юридичних наук, адвокат, член НААУ, КДКА Тернопільської області;
- Дзюра Ольга Володимирівна — експерт сектору інтелектуальної власності та комп'ютерних технологій Науково-дослідного експертно-криміналістичного центру при УМВС України в Тернопільській області;
- Капелян Олена Віталіївна — завідувач сектору кадрової роботи та юридичної підтримки департаменту соціального захисту населення Тернопільської ОДА;
- Загородній Андрій Збігневич — начальник Тернопільського відділення ПАТ страхова компанія «Брокбізнес»;
- Миколюк Назар Миронович — аналітик у сфері соціального захисту населення Центру аналізу та розробки законодавства Асоціації міст України (м. Київ);
- Коцко Тарас Аркадійович — доцент, кандидат економічних наук, доцент кафедри менеджменту КПІ імені Ігоря Сікорського.